# Erson Stiven Dias Costa
Erson Stiven Dias Costa (sinh ngày 22 tháng 1 năm 1993 ở Santo Antão), hay đơn giản Kukula, là một cầu thủ bóng đá người Cabo Verde thi đấu cho Leixões ở vị trí Tiền đạo. Ở mùa giải 2012–13 anh có bàn thắng đầu tiên ở Liga Sagres trước Moreirense.